# Lista de prêmios e indicações recebidos por Ludmilla
Esta é uma lista dos prêmios e indicações recebidos por Ludmilla, uma cantora e compositora brasileira. Com mais de 72 estatuetas, Ludmilla é a cantora negra mais premiada do Brasil e das mais premiadas da América Latina, sendo ainda a primeira da história a vencer na categoria de "Melhor Cantora" no Prêmio Multishow, em mais de 25 anos da premiação..

## Brasileiros do Ano
Brasileiros do Ano é uma premiação da revista IstoÉ que visa homenagear os destaques na Justiça, Televisão, Esporte, Teatro, Gestão, Política, Moda, Música e Cultura..
| Ano  | Recipiente | Categoria | Resultado |
| ---- | ---------- | --------- | --------- |
| 2016 | Ludmilla   | Música    | Venceu    |
| 2022 | Ludmilla   | Música    | Venceu    |

## BET Awards
BET Awards é uma premiação criada em 2001 pela Black Entertainment Television (BET) para premiar artistas afro-americanos da música, atuação, esporte e outras áreas do entretenimento.
| Ano  | Recipiente | Categoria              | Resultado |
| ---- | ---------- | ---------------------- | --------- |
| 2022 | Ludmilla   | Best International Act | Indicado  |

## Capricho Awards
Capricho Awards é uma premiação realizada pela revista Capricho.
| Ano  | Recipiente       | Categoria               | Resultado |
| ---- | ---------------- | ----------------------- | --------- |
| 2015 | Ludmilla         | Melhor Cantora Nacional | Indicado  |
| 2015 | "Não Quero Mais" | Clipe Nacional          | Indicado  |
| 2015 | "Não Quero Mais" | Hit Nacional            | Indicado  |
| 2016 | Ludmilla         | Melhor Cantora Nacional | Indicado  |

## Caldeirão de Ouro
Faz parte do especial de fim de ano da Rede Globo, entregando prêmio físico aos 10 mais tocados.
| Ano  | Recipiente       | Categoria     | Resultado |
| ---- | ---------------- | ------------- | --------- |
| 2014 | "Hoje"           | As 10+ do Ano | 9º Lugar  |
| 2015 | "Não Quero Mais" | As 10+ do Ano | 8º Lugar  |
| 2016 | "Bom"            | As 10+ do Ano | 10º Lugar |
| 2017 | "Cheguei"        | As 10+ do Ano | 6º Lugar  |
| 2018 | "Din Din Din"    | As 10+ do Ano | 7º Lugar  |
| 2019 | "Invocada"       | As 10+ do Ano | 7º Lugar  |

## Cariocas do Ano
É o prêmio da Revista Veja.
| Ano  | Recipiente | Categoria | Resultado |
| ---- | ---------- | --------- | --------- |
| 2021 | Ludmilla   | Música    | Venceu    |

## Geração Glamour Awards
Geração Glamour Awards é uma premiação realizada pela revista Glamour.
| Ano  | Recipiente | Categoria      | Resultado |
| ---- | ---------- | -------------- | --------- |
| 2016 | Ludmilla   | Cantora do Ano | Venceu    |
| 2022 | Ludmilla   | Cantora do Ano | Venceu    |

## Grammy Latino
Grammy Latino é a principal e consagrada premiação de música.
| Ano  | Recipiente      | Categoria                                           | Resultado |
| ---- | --------------- | --------------------------------------------------- | --------- |
| 2017 | A Danada Sou Eu | Melhor Álbum Pop Contemporâneo em Língua Portuguesa | Indicada  |
| 2022 | Numanice #2     | Melhor Álbum de Samba/Pagode                        | Venceu    |

## Latin Music Italian Awards
O Latin Music Italian Awards, na sigla LMIA é um evento musical que ocorre anualmente na cidade de Milão. Organizado pela Latin Music Oficial com a intenção de divulgar, promover e reconhecer a música latina na Itália e Europa.
| Ano  | Recipiente | Categoria                                 | Resultado |
| ---- | ---------- | ----------------------------------------- | --------- |
| 2016 | Ludmilla   | Best Latin Alternative Artist of The Year | Indicado  |
| 2017 | Ludmilla   | Best Brazilian Artist of the Year         | Venceu    |
| 2018 | Ludmilla   | Best Brazilian Artist of the Year         | Indicado  |

## Los40 Music Awards
LOS40 Music Awards é a premiação anual concedida à personalidades da música pela rádio espanhola Los 40 Principales. Os prêmios principais são escolhidos por votação popular entre os ouvintes da Espanha e oito países da América Latina.
| Ano  | Recipiente     | Categoria                 | Resultado |
| ---- | -------------- | ------------------------- | --------- |
| 2023 | "No_se_ve.mp3" | Mejor Colaboración Latina | Venceu    |

## Medalha Pedro Ernesto
O Conjunto de Medalhas Pedro Ernesto é a principal honraria concedida pelos vereadores do município do Rio de Janeiro e entregue a pessoas e entidades que possuem atuação destacada na sociedade brasileira.
| Ano  | Recipiente | Categoria | Resultado |
| ---- | ---------- | --------- | --------- |
| 2023 | Ludmilla   | Homenagem | Venceu    |

## Medalha Tiradentes
A Medalha Tiradentes é a mais alta condecoração concedida pela Assembleia Legislativa do Estado do Rio de Janeiro. Destinada a premiar pessoas e entidades que prestaram serviços à causa pública do estado do Rio de Janeiro.
| Ano  | Recipiente | Categoria | Resultado |
| ---- | ---------- | --------- | --------- |
| 2024 | Ludmilla   | Homenagem | Venceu    |

## Melhores do Ano
O Troféu Domingão Melhores do Ano, ou apenas Melhores do Ano, é uma premiação realizada anualmente pelo programa de televisão brasileiro Domingão com Huck, da Rede Globo, em que o público vota entre três artistas que brilharam e fizeram sucesso durante o ano na emissora e na música. Os artistas são previamente escolhidos pelos seus funcionários e os três melhores vão para a votação do público.
| Ano  | Recipiente  | Categoria     | Resultado |
| ---- | ----------- | ------------- | --------- |
| 2015 | "Hoje"      | Música do Ano | Venceu    |
| 2022 | "Maldivas"  | Música do Ano | Indicado  |
| 2024 | "Macetando" | Música do Ano | Indicado  |

## Melhores do Ano FM O Dia
Melhores do Ano FM O Dia é uma premiação realizada pela uma emissora de rádio brasileira da cidade do Rio de Janeiro.
| Ano  | Recipiente          | Categoria            | Resultado |
| ---- | ------------------- | -------------------- | --------- |
| 2016 | Ludmilla            | Melhor Artista       | Indicado  |
| 2016 | "Te Ensinei Certin" | Melhor Música        | Indicado  |
| 2017 | Ludmilla            | Melhor Grupo/Artista | Indicado  |
| 2017 | "Bom"               | Melhor Clipe         | Indicado  |

## MIXME Awards
MIXME Awards reúne alguns dos melhores do ano para os internautas decidirem quem leva o troféu!
| Ano  | Recipiente | Categoria            | Resultado |
| ---- | ---------- | -------------------- | --------- |
| 2015 | Ludmilla   | Cantora do Ano       | Indicado  |
| 2015 | Ludmilla   | Melhor Desafio MIXME | Venceu    |

## MTV Awards

### Europe Music Awards
MTV Europe Music Awards é uma premiação de música voltada para a Europa, que ocorre anualmente, no mês de novembro. Foi estabelecido em 1994 pela MTV Europe, para celebrar os artistas, músicas e videoclipes mais populares do continente.
| Ano                     | Recipiente | Categoria          | Resultado |
| ----------------------- | ---------- | ------------------ | --------- |
| 2015[carece de fontes?] | Ludmilla   | Best Brazilian Act | Indicado  |
| 2016[carece de fontes?] | Ludmilla   | Best Brazilian Act | Indicado  |
| 2018[carece de fontes?] | Ludmilla   | Best Brazilian Act | Indicado  |
| 2019[carece de fontes?] | Ludmilla   | Best Brazilian Act | Indicado  |
| 2020[carece de fontes?] | Ludmilla   | Best Brazilian Act | Indicado  |
| 2021[carece de fontes?] | Ludmilla   | Best Brazilian Act | Indicado  |

### MTV Millennial Awards (Brasil)
Os Prêmios MTV Miaw são prêmios apresentados pelo canal de televisão brasileiro MTV, para celebrar os favoritos na cultura pop, como música, entretenimento e universo digital da geração millennial. É a versão brasileira do MTV Millennial Awards do México, apresentado pela MTV Latinoamérica.
| Ano        | Recipiente          | Categoria        | Resultado |
| ---------- | ------------------- | ---------------- | --------- |
| 2018       | Ludmilla            | Artista Musical  | Indicado  |
| 2019       | Ludmilla            | Artista Musical  | Indicado  |
| 2019       | "Din Din Din"       | Hino do Ano      | Indicado  |
| 2019       | "Onda Diferente"    | Feat do Ano      | Indicado  |
| 2019       | "Qualidade de Vida" | Hino de Karaokê  | Indicado  |
| 2020       | Ludmilla            | Artista Musical  | Indicado  |
| Ícone Miaw | Ludmilla            |                  | Indicado  |
| "Verdinha" | Clipão da p#rr@     |                  | Indicado  |
| "Verdinha" | Hino do Ano         |                  | Indicado  |
| Ludmillers | Fandom do Ano       |                  | Indicado  |
| 2021       | Ludmilla            | Artista Musical  | Indicado  |
| 2021       | "Deixa de Onda"     | Feat Nacional    | Indicado  |
| 2021       | "Deixa de Onda"     | Hino do Ano      | Indicado  |
| 2021       | "Rainha da Favela"  | Coreô Envolvente | Indicado  |
| 2021       | Hino do Ano         | Venceu           |           |
| 2022       | "Maldivas"          | Hino de karaokê  | Indicado  |
| 2022       | "Socadona"          | Hino do Ano      | Indicado  |
| 2022       | "Café da Manhã"     | Feat Nacional    | Indicado  |
| 2022       | "Afogado"           | Feat Nacional    | Indicado  |
| 2022       | "Numanice #2"       | Álbaum do ano    | Indicado  |
| 2022       | Ludmilla            | Artista Musical  | Venceu    |

## Nickelodeon

### Kids' Choice Awards
O Kids' Choice Awards (acrônimo KCA) é uma premiação do cinema, televisão, e música americana criado em 1988 pelo canal de TV a cabo Nickelodeon. Atualmente é a maior prêmiação infantil do planeta.
| Ano                     | Recipiente | Categoria                   | Resultado |
| ----------------------- | ---------- | --------------------------- | --------- |
| 2016[carece de fontes?] | Ludmilla   | Artista Brasileiro Favorito | Indicado  |

### Meus Prêmios Nick
O Meus Prêmios Nick é uma premiação realizada pelo canal infanto-juvenil Nickelodeon Brasil.
| Ano                     | Recipiente         | Categoria                      | Resultado |
| ----------------------- | ------------------ | ------------------------------ | --------- |
| 2015                    | Ludmilla           | Revelação Musical              | Indicado  |
| 2015                    | Ludmilla           | Cantora Favorita               | Indicado  |
| 2015                    | "Hoje"             | Música do Ano                  | Indicado  |
| 2016[carece de fontes?] | Ludmilla           | Cantora Favorita               | Indicado  |
| 2016[carece de fontes?] | "24 Horas por Dia" | Música do Ano                  | Indicado  |
| 2016[carece de fontes?] | Não Me Toca        | Música do Ano                  | Indicado  |
| 2017                    | "Cheguei"          | Videoclipe Brasileiro Favorito | Indicado  |
| 2017                    | "Cheguei"          | Hit do Ano do Brasil           | Indicado  |
| 2017                    | Ludmilla           | Cantora Favorita               | Venceu    |
| 2018                    | "Din Din Din"      | Música do Ano                  | Indicado  |
| 2018                    | Ludmilla           | Artista Musical Favorito       | Indicado  |
| 2019                    | Ludmilla           | Artista Musical Favorito       | Indicado  |

## SEC Awards
O SEC Awards é uma premiação organizada pelo site Séries em Cena onde celebra os destaques nas seguintes categorias: Séries, Cinema, Música, TV/Entretenimento e Internet.
| Ano                           | Recipiente                | Categoria               | Resultado |
| ----------------------------- | ------------------------- | ----------------------- | --------- |
| 2021                          | "Deixa de Onda"           | Música Nacional do Ano  | Indicado  |
| 2021                          | "Rainha da Favela"        | Música Nacional do Ano  | Indicado  |
| 2021                          | "Rainha da Favela"        | Melhor Clipe Nacional   | Indicado  |
| 2021                          | Ludmilla                  | Artista Feminina do Ano | Indicado  |
| 2022                          | Ludmilla                  |                         | Indicado  |
| "CAFÉ DA MANHÃ"               | Clipe do Ano              |                         | Indicado  |
| "Ludmilla`- Rainha da Favela" | Melhor documentário       |                         | Indicado  |
| "Socadona"                    | Música do Ano             |                         | Indicado  |
| 2023                          | "Vilã"                    | Álbum Nacional          | Indicado  |
| Ludmilla                      | Artista Feminina Nacional |                         | Indicado  |
| "Insônia"                     | Feat nacional do ano      |                         | Indicado  |

## Splash Awards
O "Splash Awards" é a premiação brasileira criada pelo do site UOL que possui como finalidade celebrar as personalidades da cultura pop, na internet e na televisão.
| Ano  | Recipiente | Categoria                                   | Resultado |
| ---- | ---------- | ------------------------------------------- | --------- |
| 2020 | "Ludmilla" | Melhor Artista Nacional                     | Venceu    |
| 2022 | "Maldivas" | Melhor videoclipe                           | Indicado  |
| 2023 | Ludmilla   | Melhor Cantora Nacional                     | Indicado  |
| 2023 | "Numanice" | Melhor Show/turnê nacional ou internacional | Indicado  |

## Play - Prémios da Música Portuguesa
Play - Prémios da Música Portuguesa são uma iniciativa anual da associação PassMúsica. A honraria pretende premiar as músicas e os artistas que mais se destacaram em Portugal e realizam-se desde 2019.
| Ano  | Recipiente    | Categoria        | Resultado |
| ---- | ------------- | ---------------- | --------- |
| 2019 | "Din Din Din" | Prémio Lusofonia | Indicado  |

## Prêmio Área VIP — Melhores da Mídia
O Prêmio Área VIP — Melhores da Mídia (PAV) é uma recente premiação brasileira criada pelo site “Área VIP”, o qual sempre é iniciado no fim do ano-novo de cada ano. Este engloba 32 categorias, entre grandes astros e estrelas, shows e atrações, música e informação.
| Ano  | Recipiente | Categoria      | Resultado |
| ---- | ---------- | -------------- | --------- |
| 2018 | Ludmilla   | Melhor Cantora | Indicado  |
| 2018 | Ludmilla   | Vip do Ano     | Indicado  |
| 2018 | "Cheguei"  | Hit do Ano     | Indicado  |
| 2019 | Ludmilla   | Melhor Cantora | Indicado  |
| 2019 | Ludmilla   | Vip do Ano     | Indicado  |
| 2020 | Ludmilla   | Melhor Cantora | Venceu    |
| 2021 | Ludmilla   | Melhor Cantora | Indicado  |
| 2022 | Ludmilla   | Melhor Cantora | Indicado  |

## Prêmio Cidadania em Respeito à Diversidade LGBTQ+
A maior premiação LGBT+ do Brasil que reconhece iniciativas de pessoas e organizações em prol da Diversidade.
| Ano  | Recipiente | Categoria | Resultado |
| ---- | ---------- | --------- | --------- |
| 2023 | Ludmilla   | Música    | Indicado  |

## Prêmio Contigo! Online
O Prêmio Contigo! foi uma premiação brasileira realizada anualmente entre 1996 e 2015, o evento era considerado o Óscar da TV brasileira. Em 2017, o prêmio se transformou em uma enquete online, incluindo muitas categorias novas, como melhor cantora, hit do ano, clipe e etc.
| Ano                     | Recipiente | Categoria      | Resultado |
| ----------------------- | ---------- | -------------- | --------- |
| 2017[carece de fontes?] | Ludmilla   | Melhor Cantora | Indicado  |
| 2017[carece de fontes?] | "Cheguei"  | Melhor Clipe   | Indicado  |
| 2020                    | Ludmilla   | Melhor Cantora | Venceu    |

## Prêmio Entreter ES
O Prêmio Entreter ES é um importante prêmio local do estado Espírito Santo, criado pelo site "Melhores Eventos do ES", que visa destacar os maiores nomes do mercado de entretenimento.
| Ano  | Recipiente | Categoria     | Resultado |
| ---- | ---------- | ------------- | --------- |
| 2024 | "Numanice" | Evento do Ano | Venceu    |
| 2024 | "Numanice" | Show Nacional | Venceu    |

## Prêmio F5
O Prêmio F5 foi uma premiação criada em 2014 pelo site F5, site de entretenimento do jornal Folha de S.Paulo, para que os internautas votem nos principais destaques da televisão, da música e do jornalismo.
| Ano  | Recipiente   | Categoria         | Resultado |
| ---- | ------------ | ----------------- | --------- |
| 2019 | Ludmilla     | Melhor Cantora    | Indicado  |
| 2019 | Hit do Ano   | Onda Diferente    | Venceu    |
| 2019 | Bafão do Ano | Ludmilla x Anitta | Venceu    |

## Prêmio Gshow
O Prêmio Gshow celebrava os sucessos do entretenimento da Globo na Internet.
| Ano  | Recipiente    | Categoria   | Resultado |
| ---- | ------------- | ----------- | --------- |
| 2018 | "Din Din Din" | Hino do Ano | Indicado  |

## Prêmio Jovem Brasileiro
Prêmio Jovem Brasileiro é uma importante premiação brasileira, criada em 2002, homenageia os jovens que estão em destaque na música, televisão, cinema, esportes, meio ambiente e internet brasileira.
| Ano  | Recipiente          | Categoria             | Resultado |
| ---- | ------------------- | --------------------- | --------- |
| 2015 | Ludmilla            | Melhor Cantora (júri) | Venceu    |
| 2016 | Ludmilla            | Melhor Cantora        | Indicado  |
| 2017 | Ludmilla            | Melhor Cantora        | Indicado  |
| 2020 | Ludmilla            | Melhor Cantora        | Venceu    |
| 2020 | Ludmilla            | Melhor Live           | Indicado  |
| 2020 | "Verdinha"          | Hit do Ano            | Indicado  |
| 2020 | "Pulando na Pipoca" | Feat do Ano           | Indicado  |
| 2020 | Brumilla            | Melhor Fandom         | Venceu    |
| 2020 | Brumilla            | Ship do Ano           | Venceu    |
| 2021 | "Rainha da Favela"  | Hit Latino            | Venceu    |
| 2021 | Ludmilla            | Cantora do Ano        | Venceu    |
| 2023 | Ludmilla            | Cantora do Ano (júri) | Venceu    |

## Prêmio Juventud
Os “Premios Juventud” (PJ) é uma premiação anualmente organizada pela televisão americana em língua espanhola Univision, a qual premia os melhores artistas hispânicos; provenientes nas categorias de telenovela, cinema, música e moda.
| Ano  | Recipiente | Categoria                    | Resultado |
| ---- | ---------- | ---------------------------- | --------- |
| 2023 | Ludmilla   | La Nueva Generación Femenina | Indicado  |

## Prêmio Lo Nuestro
O “Premio Lo Nuestro” (PLN) é uma premiação anual dos Estados Unidos apresentado pelo canal Univision, com o intuito de honrar os artistas mais talentos da música latina.
| Ano  | Recipiente                          | Categoria                    | Resultado |
| ---- | ----------------------------------- | ---------------------------- | --------- |
| 2024 | Ludmilla                            | Artista Revelación Femenina  | Indicado  |
| 2024 | "No_Se_Ve.MP3" (com Emilia e ZECCA) | Canción Del Año – Pop-Urbano | Indicado  |

## Prêmio Melhores do Ano Mundo Negro
O Prêmio Mundo Negro é uma premiação brasileira criada pelo site Mundo Negro e tem como objetivo reconhecer pessoas, personalidades e projetos de impacto desenvolvidos por pessoas pretas.
| Ano  | Recipiente | Categoria              | Resultado |
| ---- | ---------- | ---------------------- | --------- |
| 2020 | Ludmilla   | Artista Musical do Ano | Venceu    |
| 2021 | Ludmilla   | Melhor Cantora         | Venceu    |
| 2021 | Ludmilla   | Melhor Inspiração      | Venceu    |
| 2022 | Ludmilla   | Voz do Ano             | Indicado  |
| 2022 | "Maldivas" | Música do Ano          | Venceu    |

## Prêmio Multishow de Música Brasileira
O Prêmio Multishow de Música Brasileira é a maior premiação musical brasileira, realizada anualmente pelo canal Multishow. Tem o intuito de premiar os melhores do ano da música brasileira através de votação da sua audiência e de um júri especializado.
| Ano                     | Recipiente           | Categoria             | Resultado |
| ----------------------- | -------------------- | --------------------- | --------- |
| 2015[carece de fontes?] | "Hoje"               | Música Chiclete       | Indicado  |
| 2015[carece de fontes?] | "Te Ensinei Certin"  | Melhor Clipe TVZ      | Indicado  |
| 2016[carece de fontes?] | "Bom"                | Melhor Clipe TVZ      | Indicado  |
| 2016[carece de fontes?] | Ludmilla             | Melhor Cantora        | Indicado  |
| 2016[carece de fontes?] | "24 Horas por Dia"   | Melhor música         | Indicado  |
| 2017                    | "Cheguei"            | Melhor Clipe TVZ      | Indicado  |
| 2018[carece de fontes?] | "Din Din Din"        | Melhor Clipe TVZ      | Indicado  |
| 2019[carece de fontes?] | Ludmilla             | Melhor Cantora        | Venceu    |
| 2019[carece de fontes?] | "Onda Diferente"     | Música Chiclete       | Venceu    |
| 2020[carece de fontes?] | "Verdinha"           | Melhor música         | Venceu    |
| 2020[carece de fontes?] | "Malokera"           | Melhor Clipe TVZ      | Indicado  |
| 2021[carece de fontes?] | "Rainha da Favela"   | Melhor Clipe TVZ      | Indicado  |
| 2021[carece de fontes?] | "Deixa de Onda"      | Hit do Ano            | Indicado  |
| 2022                    | Ludmilla             | Artista do ano        | Indicado  |
| 2022                    | Ludmilla             | Show do Ano           | Indicado  |
| 2022                    | Ludmilla             | Voz do Ano            | Indicado  |
| 2022                    | "Numanice #2"        | Álbum do Ano          | Indicado  |
| 2022                    | "Maldivas'           | Melhor música         | Indicado  |
| 2022                    | "Maldivas"           | Hit do Ano            | Venceu    |
| 2023                    | "Sintomas de Prazer" | Pop do Ano            | Indicado  |
| 2023                    | "Insônia'            | Samba e Pagode do Ano | Indicado  |
| 2023                    | Ludmilla             | Artista do Ano        | Indicado  |
| 2023                    | Ludmilla             | Voz do ano            | Venceu    |
| 2023                    | "Numanice 2023"      | Show do Ano           | Venceu    |
| 2023                    | "Rock in Rio 2022"   | Show do Ano           | Indicado  |

## Prêmio Piatã FM
O Prêmio Piatã FM é uma premiação musical para eleger a melhor música do Carnaval de Salvador. Criado pela Piatã FM, líder isolada de audiência em Salvador.
| Ano  | Recipiente                      | Categoria          | Resultado |
| ---- | ------------------------------- | ------------------ | --------- |
| 2024 | "Macetando" (com Ivete Sangalo) | Música do Carnaval | Venceu    |

## Prêmio Potência
O Prêmio Potências é uma premiação brasileira criada em 2021 pela MYND8 com o intuito de homenagear os artistas pretos do país, assim como BET Awards faz nos Estados Unidos. Os premiados do evento são decididos por um júri especializado.  
| Ano  | Recipiente    | Categoria         | Resultado |
| ---- | ------------- | ----------------- | --------- |
| 2021 | Ludmilla      | Artista do Ano    | Indicado  |
| 2021 | Ludmilla      | Troféu Potências  | Indicado  |
| 2021 | "Gato Siamês" | Clipe do Ano      | Indicado  |
| 2021 | "Ela Não"     | Canção do Ano     | Venceu    |
| 2022 | Maldivas      | Música do Ano     | Indicado  |
| 2022 | Ludmilla      | Mulherão da Porr@ | Indicado  |
| 2022 | Ludmilla      | Artista do Ano    | Venceu    |
| 2022 | "Numanice"    | Rolê do Ano       | Venceu    |
| 2023 | "Vilã"        | Álbum do Ano      | Indicado  |
| 2023 | Ludmilla      | Artista do Ano    | Venceu    |

## Prêmio Rádio Globo Quem
Prêmio Rádio Globo Quem é uma premiação virtual brasileira criada em 2021 através da união da revista Quem e da Rádio Globo. A premiação celebra a música brasileira escutada tanto nas rádios quanto no streaming.
| Ano  | Recipiente                     | Categoria           | Resultado |
| ---- | ------------------------------ | ------------------- | --------- |
| 2021 | "Amor Difícil"(com Thiaguinho) | Melhor Samba/Pagode | Venceu    |
| 2021 | Live da Lud                    | Melhor Live         | Indicado  |
| 2021 | "Rainha da Favela"             | Melhor Funk         | Venceu    |

## Prêmio SIM São Paulo
O Prêmio Sim São Paulo é uma premiação brasileira elaborada pela SIM São Paulo com o intuito de destacar e reconhecer as melhores iniciativas do ano da indústria musical.
| Ano  | Indicação | Categoria      | Resultado |
| ---- | --------- | -------------- | --------- |
| 2021 | Ludmilla  | Artista do Ano | Venceu    |

## Prêmio Todateen
É uma premiação realizada anualmente pela revista Todateen que reúne os principais destaques da TV, música e rede sociais do ano.
| Ano  | Indicação    | Categoria                   | Resultado |
| ---- | ------------ | --------------------------- | --------- |
| 2020 | Numanice     | Melhor álbum                | Venceu    |
| 2020 | Casal do Ano | Ludmilla e Brunna Gonçalves | Venceu    |

## Prêmio R&B Brasil
O Prêmio R&B Brasil é uma celebração da música R&B brasileira, reconhecendo e homenageando os artistas que contribuíram significativamente para o gênero durante o ano. Criada pelo site RNB Brazil.
| Ano  | Recipiente           | Categoria          | Resultado |
| ---- | -------------------- | ------------------ | --------- |
| 2023 | "Sintomas de Prazer" | Música do Ano      | Venceu    |
| 2023 | "Brigas Demais"      | Colaboração do Ano | Venceu    |

## Radio Music Awards Brasil
O Radio Music Awards Brasil premiou, entre 1997 e 2016, os destaques da música pop no Brasil. A condecoração era promovida pelo Centro de Integração Cultural e Empresarial de São Paulo (CICESP).
| Ano  | Recipiente         | Categoria          | Resultado |
| ---- | ------------------ | ------------------ | --------- |
| 2014 | Ludmilla           | Revelação          | Venceu    |
| 2014 | "Hoje"             | Melhor Música      | Indicado  |
| 2014 | "Hoje"             | Melhor Videoclipe  | Indicado  |
| 2014 | "Sem Querer"       | Melhor Álbum       | Indicado  |
| 2015 | Melhor Coreografia | Te Ensinei Certin  | Venceu    |
| 2015 | Melhor Música      | Te Ensinei Certin  | Indicado  |
| 2015 | Cantora do Ano     | Ludmilla           | Indicado  |
| 2016 | Ludmilla           | Artista do Ano     | Indicado  |
| 2016 | Ludmilla           | Melhor Cantora     | Indicado  |
| 2016 | "Bom"              | Melhor Música      | Indicado  |
| 2016 | "Bom"              | Melhor Coreografia | Indicado  |
| 2016 | "Sou Eu"           | Melhor Videoclipe  | Indicado  |
| 2016 | "A Danada Sou Eu"  | Melhor Álbum       | Indicado  |

## TikTok Awards
O TikTok Awards é uma premiação anual que celebra os criadores de conteúdo da plataforma TikTok no Brasil.
| Ano  | Recipiente | Categoria      | Resultado |
| ---- | ---------- | -------------- | --------- |
| 2022 | Ludmilla   | Artista Tiktok | Indicado  |
| 2023 | Ludmilla   | Artista TikTok | Venceu    |

## Trace Awards
O Trace Awards é uma nova franquia de prêmios criada pela Trace, uma plataforma global de TV e multimídia. O objetivo do prêmio é reconhecer músicos africanos e de influência afro de todo o mundo.
| Ano  | Recipiente | Categoria                 | Resultado |
| ---- | ---------- | ------------------------- | --------- |
| 2023 | Ludmilla   | Melhor Artista Brasileiro | Venceu    |

## Troféu APCA
A Associação Paulista de Críticos de Arte (APCA) premia com o ”Troféu APCA” (TAPCA) nas categorias: Arquitetura, Artes Visuais, Cinema, Dança, Literatura, Música Erudita, Moda, Música Popular, Rádio, Teatro, Teatro Infantil e Televisão.
| Ano  | Recipiente | Categoria      | Resultado |
| ---- | ---------- | -------------- | --------- |
| 2024 | "Ludmilla" | Artista do Ano | Venceu    |

## Troféu Axé: Canto do Povo de um Lugar
O Troféu axé: Canto do Povo de um Lugar é uma premiação que valoriza a cultura afro-brasileira e o legado do carnaval de Salvador. Idealizado pelo Grupo Metrópole. Os vencedores recebem uma réplica em miniatura de "As Meninas do Brasil", obra de Eliana Kertész.
| Ano  | Recipiente                      | Categoria          | Resultado |
| ---- | ------------------------------- | ------------------ | --------- |
| 2024 | "Macetando" (com Ivete Sangalo) | Música do Carnaval | Venceu    |

## Troféu Bahia Folia
O Troféu Bahia Folia é uma premiação musical realizada desde 1994 pela Rede Bahia, condecorando as melhores músicas do carnaval de Salvador. Considerada a premiação mais relevante do carnaval, é promovida por meio de votação popular.
| Ano  | Recipiente                      | Categoria          | Resultado |
| ---- | ------------------------------- | ------------------ | --------- |
| 2024 | "Macetando" (com Ivete Sangalo) | Música do Carnaval | Venceu    |

## Troféu Band Folia
Troféu Band Folia é uma premiação musical respeitada e aguardada de carnaval, realizada pela Band. O prêmio condecora os melhores do ano do carnaval de Salvador e é entregue na última noite de festa.
| Ano  | Recipiente                      | Categoria          | Resultado |
| ---- | ------------------------------- | ------------------ | --------- |
| 2020 | "Sacanagenzinha" (com Harmonia) | Música do Carnaval | Venceu    |
| 2024 | "Macetando" (com Ivete Sangalo) | Música do Carnaval | Venceu    |

## Prêmio iBest
O iBest é uma premiação da internet no Brasil, sendo o prêmio anual oferecido aos melhores influenciadores, profissionais e empresas do mercado digital (internet, websites, redes sociais, apps e similares). São premiados os vencedores e o TOP3 pela Academia iBest e votação popular.
| Ano  | Recipiente | Categoria               | Resultado |
| ---- | ---------- | ----------------------- | --------- |
| 2020 | Ludmilla   | Canais de Música        | TOP3      |
| 2022 | Ludmilla   | Influenciador da Música | TOP3      |

## Troféu Imprensa
O Troféu Imprensa é uma premiação realizada pelo canal SBT, sendo considerada o Oscar da TV brasileira.
| Ano  | Recipiente | Categoria      | Resultado |
| ---- | ---------- | -------------- | --------- |
| 2016 | Ludmilla   | Melhor Cantora | Indicado  |

### Troféu Internet
O Troféu Internet é uma premiação que aconteceu junto com o Troféu Imprensa, porém, quem decide os vencedores é o público.
| Ano                     | Recipiente | Categoria      | Resultado |
| ----------------------- | ---------- | -------------- | --------- |
| 2016[carece de fontes?] | Ludmilla   | Melhor Cantora | Indicado  |

## Troféu Raça Negra
O Troféu Raça Negra é um prêmio brasileiro entregue a indivíduos e grupos que contribuíram ou exibiram avanços para os afro-brasileiros.
| Ano  | Recipiente | Categoria | Resultado |
| ---- | ---------- | --------- | --------- |
| 2021 | Ludmilla   | Homenagem | Venceu    |

## Video Prisma Awards
O Video Prisma Awards é a premiação do festival de Videoclipes de Buenos Aires. Criado com o objetivo de estrear e promover as melhores criações do ano, além de reunir uma comunidade artística diversa, nacional e internacional de músicos, diretores, produtores e profissionais de videoclipes.
| Ano  | Recipiente     | Categoria      | Resultado |
| ---- | -------------- | -------------- | --------- |
| 2023 | 'No_se_ve.mp3" | Video Favorito | Indicado  |
| 2023 | 'No_se_ve.mp3" | Video Latino   | Venceu    |

## WME Awards
Woman's Music Events Awards é uma premiação anual de música brasileira dedicada a empoderar mulheres. Criada e transmitida pela TNT.
| Ano                | Recipiente           | Categoria               | Resultado |
| ------------------ | -------------------- | ----------------------- | --------- |
| 2017               | "Cheguei"            | Videoclipe              | Indicado  |
| 2018               | Ludmilla             | Cantora                 | Indicado  |
| 2019               | Ludmilla             | Cantora                 | Indicado  |
| 2019               | "Onda Diferente"     | Música Popular          | Indicado  |
| 2021               | Ludmilla             | Cantora                 | Indicado  |
| "Rainha da Favela" | Música Mainstream    |                         | Indicado  |
| 'Numanice"         | Álbum                |                         | Indicado  |
| 2022               | Álbum                | "Numanice #2"           | Indicado  |
| 2022               | "Maldivas"           | Música Mainstream       | Indicado  |
| 2023               | "Sintomas de prazer" | Música Mainstream       | Indicado  |
| 2023               | "No_se_ve.mp3"       | Música Latino-americana | Indicado  |
| 2023               | "Sou Má"             | Videoclipe              | Indicado  |
| 2023               | "Numanice #2"        | Melhor Show             | Venceu    |

## Outros prêmios e Reconhecimentos

### Prêmio A Tarde Folia
O Prêmio é feito através de uma pesquisa popular do Instituto Atlas Intel em parceria com A Tarde para eleger e premiar a música do Carnaval.
| Ano  | Recipiente                     | Categoria          | Resultado |
| ---- | ------------------------------ | ------------------ | --------- |
| 2024 | "Macetando"(com Ivete Sangalo) | Música do Carnaval | Venceu    |

### Prêmio Carnaval Pride
Criado pelo portal de notícias Popline em parceria com o Carnaval Pride, com o intuito de homenagear artistas do carnaval de Salvador que apoiam a causa LGBTQIA+.
| Ano  | Recipiente                     | Categoria           | Resultado |
| ---- | ------------------------------ | ------------------- | --------- |
| 2024 | "Macetando"(com Ivete Sangalo) | Melhor Música Pride | Venceu    |

### Prêmio Salvador FM
Criado pela rádio Salvador FM para eleger a maior música do carnaval de Salvador.
| Ano  | Recipiente                     | Categoria          | Resultado |
| ---- | ------------------------------ | ------------------ | --------- |
| 2024 | "Macetando"(com Ivete Sangalo) | Música do Carnaval | Venceu    |